# Norwood (Oklahoma)
Norwood es un lugar designado por el censo ubicado los condados de  Cherokee y Muskogee en el estado estadounidense de Oklahoma. En el Censo de 2020 tenía una población de 1679 habitantes y una densidad poblacional de 19,97 habitantes por km². Fue incluido como CDP en el censo de 2020.

## Geografía
Norwood se encuentra ubicado en las coordenadas 35°50′57″N 95°8′57″O / 35.84917, -95.14917. Según la Oficina del Censo de los Estados Unidos,  tiene una superficie total de 84,06 km², de la cual 83,99 km² corresponden a tierra firme y 0,07 km² a agua.